# SDSS J0100+2802
SDSS J0100+2802 è un quasar iperluminoso situato vicino al confine delle costellazioni dei Pesci e Andromeda. Ha un redshift di 6,30 che corrisponde ad una distanza di 12,8 miliardi di anni luce dalla Terra e si è formato 900 milioni di anni dopo il Big Bang. Produce una quantità immensa di energia equivalente a 420.000 miliardi di volte la luminosità del Sole, e 40.000 volte più luminosa dei 400 miliardi di stelle della Via Lattea combinate. 
SDSS J0100+2802 è circa quattro volte più luminoso di SDSS J1148+5251, e sette volte più luminoso di ULAS J1120+0641, il quasar più lontano noto.  Ha però meno di un quarto della luminosità di HS 1946+7658, il quasar più luminoso attualmente conosciuto. Esso ospita un buco nero con una massa 12 miliardi di volte la massa del sole, il più massiccio buco nero nato in un periodo ravvicinato al Big Bang, anche se ha una massa pari ad un terzo di S5 0014 + 81, il buco nero con la maggiore massa attualmente conosciuto. Il diametro di SDSS J0100+2802 è di circa 70,9 miliardi di km, sette volte il diametro dell'orbita di Plutone. L'elevato rapporto tra i parametri fisici e la relativamente giovane età sta mettendo in discussione gli attuali modelli scientifici sullo sviluppo fisico di questi corpi.
È considerato uno degli oggetti più antichi dell'universo in quanto si è formato 900 milioni di anni dopo il Big Bang.
Il suo diametro è stimato in 70,9 miliardi di chilometri (7 volte l'orbita di Plutone) e la sua luminosità è pari a 40.000 volte la somma delle stelle della Via Lattea.
Per un breve periodo è stato considerato il più grande buco nero dell'universo, battuto da TON 618 che ha una massa 5 volte superiore.